# Eleocharis parvinux
Eleocharis parvinux là loài thực vật có hoa trong họ Cói. Loài này được Ohwi mô tả khoa học đầu tiên năm 1944.